# Sotero López Clemente
Sotero López Clemente (Albacete, 12 d'agost de 1972) és un futbolista castellanomanxec, que ocupa la posició de defensa.

## Trajectòria
Es va formar al planter de l'Albacete Balompié. Sotero va formar part del denominat queso mecánico (formatge mecànic), tal com era conegut l'equip manxec a principis de la dècada dels 90, quan militava a primera divisió.
Sotero va debutar a la màxima categoria la temporada 91/92, tot i que no es faria titular fins a la temporada 94/95, en la qual va jugar 36 partits. A l'any següent baixa a 21 i el seu equip perd la categoria. Llavors, el defensa recala al CD Logroñés, amb qui jugaria altres 21 partits a la primera divisió en la 96/97, en la qual els riojans també van baixar.
La temporada 97/98 tan sols va jugar dos partits amb el Logroñés. Posteriorment, la carrera de Sotero ha transcorregut per equips de Segona B i Tercera, com la UD Mérida, la UD Puertollano, el Motril CF o el Quintanar del Rey.